# Bajer z Bel-Air
Bajer z Bel-Air (tytuł oryg. The Fresh Prince of Bel-Air) – amerykański serial telewizyjny (sitcom), wyświetlany na kanale NBC w latach 1990–1996. Powstało 148 odcinków podzielonych na 6 sezonów. Serial przedstawia losy nastolatka Willa Smitha z zachodniej Filadelfii, który zostaje wysłany do rodziny w Bel-Air. Jego styl życia często powoduje kłótnie i nieporozumienia z rodziną, co powoduje wiele zabawnych sytuacji.

## Obsada
Zestawienie obejmuje wszystkich aktorów, którzy występowali w co najmniej 3 odcinkach serialu.
- Will Smith jako on sam (wszystkie 148 odcinków)
- James Avery jako Philip Banks (148 odcinków)
- Alfonso Ribeiro jako Carlton Banks (148 odcinków)
- Tatyana Ali jako Ashley Banks (148 odcinków)
- Karyn Parsons jako Hilary Banks (148 odcinków)
- Joseph Marcell jako Geoffrey Butler (148 odcinków)
- Janet Hubert jako wcześniejsza Vivian Banks (74 odcinki)
- Daphne Reid jako późniejsza Vivian Banks (75 odcinków)
- Ross Bagley jako Nicky Banks (49 odcinków)
- DJ Jazzy Jeff jako Jazz (47 odcinków)
- Nia Long jako Lisa Wilkes (16 odcinków)
- Vernee Watson jako Viola Vy Smith (15 odcinków)
- Tyra Banks jako Jackie Ames (9 odcinków)
- Jenifer Lewis jako ciocia Helen (8 odcinków)
- Beverly Jackson jako siostra Avner (8 odcinków)
- John Petlock jako Henry Furth (8 odcinków)
- Perry Moore jako Tyriq Johnson (7 odcinków)
- Virginia Capers jako Hattie Banks (6 odcinków)
- Brian Stokes Mitchell jako Trevor (6 odcinków)
- Jim Meskimen jako Werner (6 odcinków)
- Michael Weiner jako Kellogg Lieberbaum (6 odcinków)
- Keith Bogart jako Jonathan Cartwell (5 odcinków)
- Sherman Hemsley jako sędzia Carl Robertson (5 odcinków)
- Johari Johnson jako Vanessa (5 odcinków)
- Dave Florek jako trener Smiley (4 odcinki)
- Lisa Fuller jako Toni (4 odcinki)
- William Cort jako dyr. szkoły Wallace Thorvald (4 odcinki)
- Charlayne Woodard jako Janice (4 odcinki)
- Michael Landes jako Chadney Hunt (4 odcinki)
- Darryl Sivad jako doradca (4 odcinki)
- Tom Williams jako dziecko (4 odcinki)
- Jonathan Emerson jako Ned Fellows (3 odcinki)
- Helen Page Camp jako Margaret Furth (3 odcinki)
- Monica Allison jako Michelle Williams (3 odcinki)
- Garcelle Beauvais jako Veronica (3 odcinki)
- Ajai Sanders jako Candace (3 odcinki)
- Felton Perry jako Lester (3 odcinki)
- Nicole Bilderback jako Janet (3 odcinki)
- Bree Walker jako ona sama (3 odcinki)
- Yunoka Doyle jako Keesha (3 odcinki)
- Tim Russ jako Eugene (3 odcinki)
- Rolondas Hendricks jako Jamal (3 odcinki)
- Valentina Marie Lomborg jako Bell Biv Devoe Music Video Girl (3 odcinki)
- Alain Mickelson jako szkolny nauczyciel (3 odcinki)
- John Amos jako Fred Wilkes (3 odcinki)
- Jasmine Guy jako Kayla Samuels (3 odcinki)
- Naomi Campbell jako Helen (3 odcinki)